# 天主教帕斯夸谷鎮教區
天主教帕斯夸谷鎮教區（拉丁語：Dioecesis Vallispaschalensis）是委內瑞拉一個羅馬天主教教區，屬卡拉沃索總教區。
教區成立於1992年7月25日，位於瓜里科州東部。2010年有教友389,000人（佔轄區總人口98.2%）、廿八個堂區、卅一名司鐸。現任教區主教為拉蒙·若瑟·阿龐特·費南德斯。